# Touch the Clouds
Touch the Clouds (în lakota: Maȟpíya Ičáȟtagya sau Maȟpíya Íyapat'o; n. 1837 – d. 5 septembrie 1905, Cheyenne River Indian Reservation⁠(d), Dakota de Sud, SUA) a fost o căpetenie⁠(d) a Miniconjou - subdiviziune a poporului Teton Lakota - cunoscută pentru curajul și dibăcia sa atât în luptă, cât și în diplomație. Fiul căpeteniei Lone Horn, acesta a fost fratele lui Elan Pestriț, Frog și Hook Nose⁠(d). Există dovezi care sugerează că era văr cu celebrul războinic Crazy Horse.
Când tribul Wakpokinyan s-a despărțit la mijlocul anilor 1870, grupul s-a îndreptat spre Agenția Cheyenne River. Touch the Clouds a preluat conducerea tribului în 1875, după moartea tatălui său, și a rămas căpetenie în prima parte a Marelui Război Sioux din 1876-77. După Bătălia de la Little Bighorn, tribul a plecat spre nord și s-a predat în cele din urmă coloniștilor de la Agenția Spotted Tail; acolo s-a înrolat în grupul cercetașilor indieni. După ce a fost martor la uciderea lui Crazy Horse, căpetenia a decis să-și transfere tribul înapoi în Agenția Cheyenne River.
Touch the Clouds a devenit unul dintre noii lideri ai Minneconjou în Agenția Cheyenne River Agency în 1881, păstrându-și poziția până la moartea sa pe 5 septembrie 1905. Fiul său - Amos Charging First - i-a preluat funcția după moarte.

## Biografie
Născut între 1837 și 1839, Touch the Clouds a fost fiul cel mai mic al căpeteniei Lone Horn, liderul unui trib Minneconjou intitulat Wakpokinyan. Acesta și-a obținut numele datorită înălțimii și forței sale. Locotenentul Henry R. Lemly, care l-a întâlnit pe Touch the Clouds în 1877, l-a descris ca fiind un Minneconjou „cu un fizic magnific, având încălțat în mocasini o înălțime de 1,95 de metri și o greutate de 127 de kilograme într-un trup robust”.
Reputația lui Touch the Clous era bine-cunoscută printre semenii săi și a fost ales lider al unui grup de războinici din cadrul tribului. Ajuns în această poziție, a coordonat atacuri împotriva triburilor inamice. Căpetenia White Bull⁠(d) își amintește cum în 1872, Touch the Clous a decis să revină în tabără, după ce a descoperă că erau depășiți numeric de indienii Crow.
Prezența coloniștilor americani în nordul Marilor Câmpii a provocat dezbateri tot mai puternice între diversele triburi Lakota. Tribul Wakpokinyan s-a despărțit, iar o parte din acesta - inclusiv Touch the Clouds - a plecat spre Rezervația Cheyenne River⁠(d) situată pe fluviul Missouri. Grupul condus de Lame Deer⁠(d) a ales să nu le urmeze calea. Lone Horn s-a străduit să mențină dialogul între diferitele facțiuni din Minneconjou și rudele lor. După ce Lone Horn a murit în 1875, fiul său a devenit căpetenie, exact când armata americană își iniția campania militară împotriva triburilor Cheyenne⁠(d) și Lakota, care nu încheiat tratate cu Guvernul Statelor Unite.